# 갱생버라이어티 하바나
《갱생버라이어티 하바나》는 2011년 10월 8일부터 2012년 3월 17일까지 OBS경인TV에서 방영한 예능 프로그램으로, 국내 최초의 갱생 버라이어티를 표방하였다.

## 방영 일시
| 방영 채널 | 방영 기간                         | 방영 시간                      |
| --------- | --------------------------------- | ------------------------------ |
| OBS       | 2011년 10월 8일 ~ 2011년 2월 4일  | 토요일 밤 8시 15분 ~ 9시 15분  |
| OBS       | 2012년 2월 11일 ~ 2012년 3월 17일 | 토요일 밤 9시 15분 ~ 10시 15분 |

## 진행자
| 진행자 | 구호                                                 |
| ------ | ---------------------------------------------------- |
| 이혁재 | 지난날을 반성하자! 음주문화를 바꾸자! 봉사를 나누자! |
| 홍석천 | 당당하게 고백하자! 시선을 바꾸자! 사랑을 나누자!     |
| 김기수 | 무조건 잘 버티자! 이미지를 바꾸자! 배워서 나누자!    |
| 김성수 | 실패는 그만하자! 인생을 바꾸자! 아픔을 나누자!       |
| 조세호 | 정석의 틀을 깨자! MC의 판도를 바꾸자! 마음을 나누자! |

## 방영 목록

### 2011년
| 회차 | 방영일    | 주제                 |
| ---- | --------- | -------------------- |
| 1회  | 10월 8일  | 해병대 훈련 체험     |
| 2회  | 10월 15일 | 해병대 훈련 체험     |
| 3회  | 10월 22일 | 승봉도 명예 주민되기 |
| 4회  | 10월 29일 | 광화문 거리 홍보     |
| 5회  | 11월 5일  | 소요산에 오르다      |
| 6회  | 11월 12일 | 뮤지컬 오디션        |
| 7회  | 11월 19일 | 권투 도전기          |
| 8회  | 11월 26일 | 봉사활동하기         |
| 9회  | 12월 3일  | 봉사활동하기         |
| 10회 | 12월 10일 | 뮤지컬 재오디션      |
| 11회 | 12월 17일 | 신년 운세 대소동     |
| 12회 | 12월 24일 | 산타를 찾아라        |
| 13회 | 12월 31일 | 2011 세 가지 만남    |

### 2012년
| 회차 | 방영일   | 주제              |
| ---- | -------- | ----------------- |
| 14회 | 1월 7일  | 신년특집 1탄      |
| 15회 | 1월 14일 | 신년특집 2탄      |
| 16회 | 1월 21일 | 2012년 운세       |
| 17회 | 1월 28일 | 창작썰매 콘테스트 |
| 18회 | 2월 4일  | 창작썰매 콘테스트 |
| 19회 | 2월 11일 | 창작썰매 콘테스트 |
| 20회 | 2월 18일 | 갱생학교 졸업식   |
| 21회 | 2월 25일 | 갱생학교 졸업식   |
| 22회 | 3월 3일  | MC 선발대회       |
| 23회 | 3월 10일 | MC 선발대회       |
| 24회 | 3월 17일 | 스페셜            |